# Oskar Pintsch
Oskar Pintsch (* 13. März 1844 in Berlin; † 10. Januar 1912 ebenda) war ein deutscher Fabrikant, der zusammen mit seinen Brüdern das von seinem Vater Julius Pintsch gegründete Unternehmen, die spätere Julius Pintsch AG, Marktführer auf dem Gebiet der Gasgeräte und Gasbeleuchtungsanlagen, weiterführte.

## Unternehmerischer Werdegang

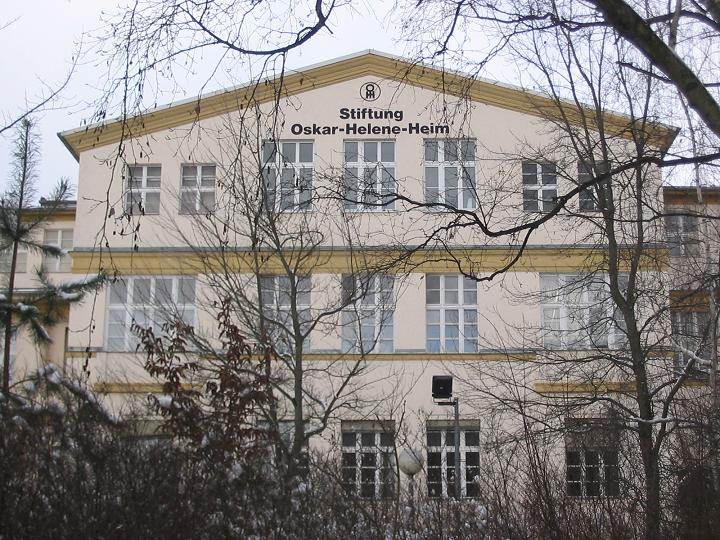
Stiftung Oskar-Helene-Heim (2006)

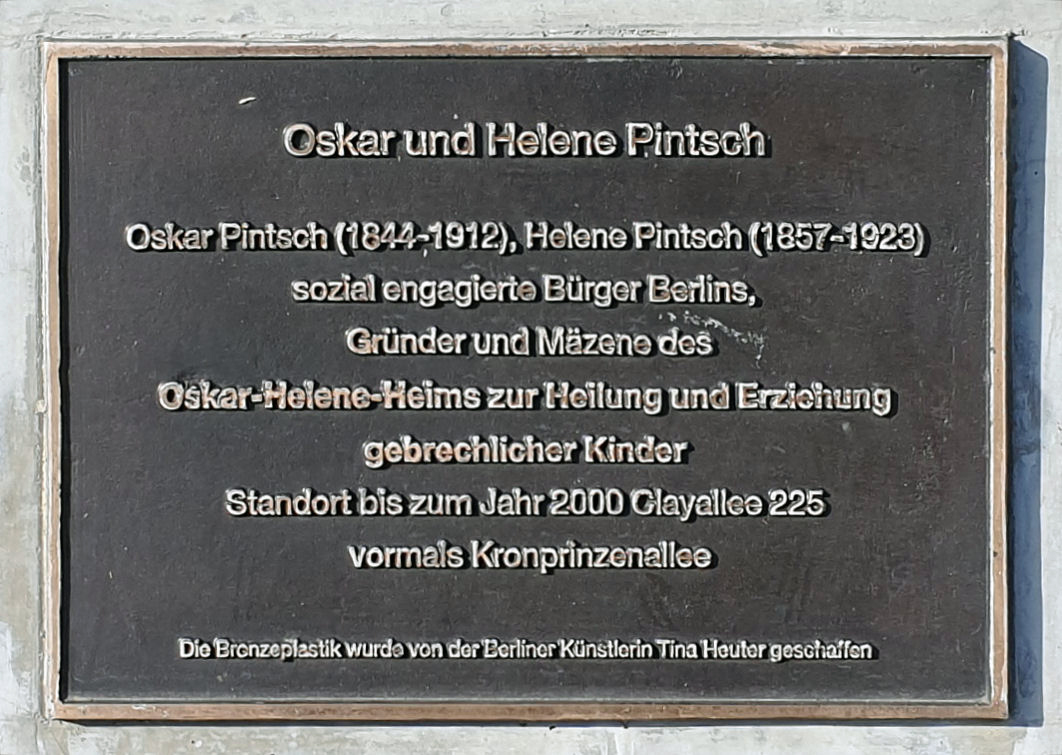
Gedenktafel, Clayallee 225, in Berlin-Dahlem

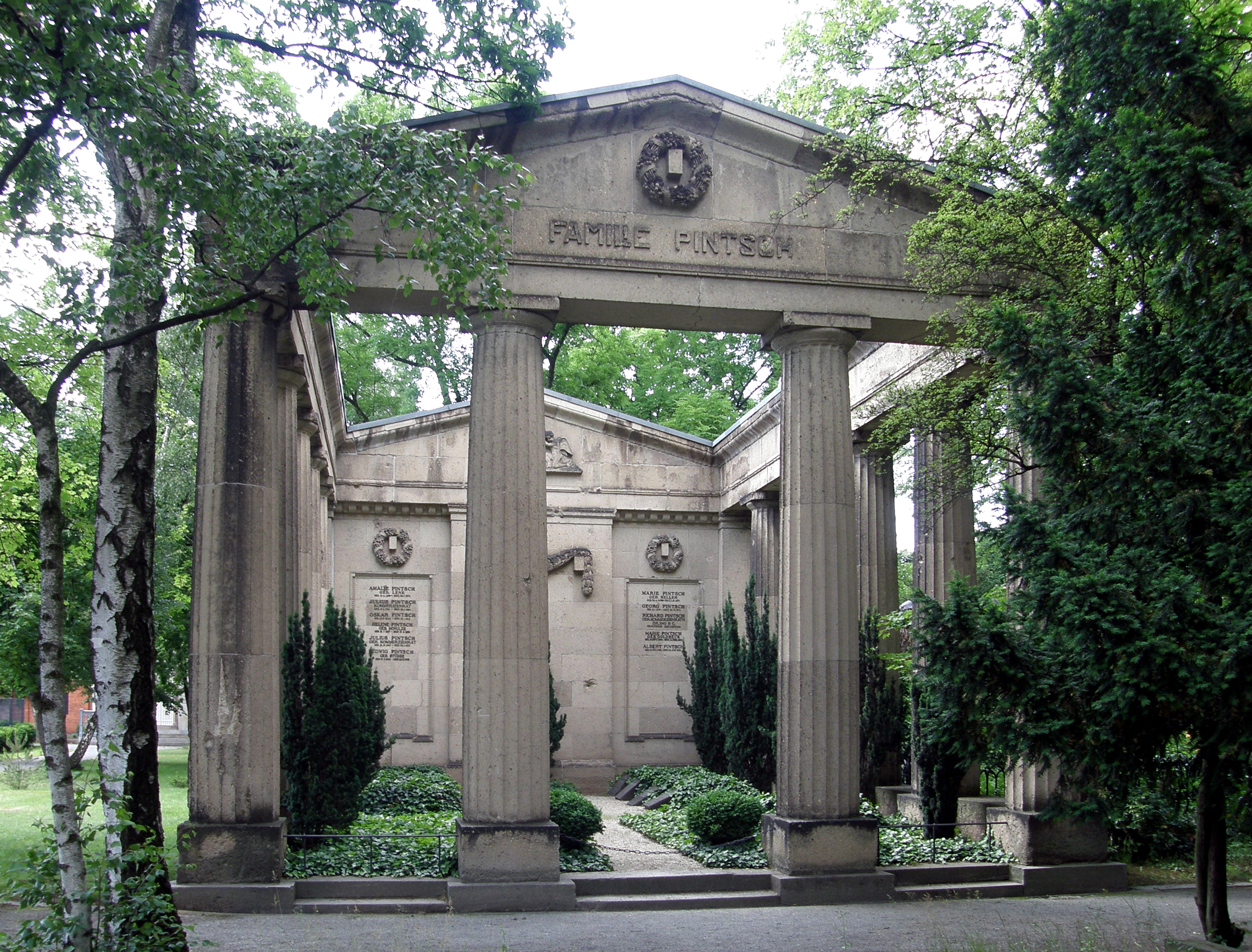
Familiengrabstätte Pintsch (2009)

Oskar Pintsch wurde 1879 zusammen mit seinen beiden Brüdern Richard und Julius Karl Mitinhaber der Firma. In enger Zusammenarbeit mit seinem Bruder Richard hatte er großen Anteil an den Fortschritten in der Gasbeleuchtungs- und Gasbrennertechnik. Von 1867 bis 1872 leitete er die Dresdner Zweigniederlassung des Unternehmens.
Das Privatunternehmen überstand die Börsenkrise der Rezessionsjahre 1873 bis 1895 unbeschadet; erst 1907 wurde es in eine Aktiengesellschaft mit einem Stammkapital von 18 Millionen Mark umgewandelt. Zu diesem Zeitpunkt betrug Oskar Pintschs geschätztes Vermögen 6.560.000 Mark, bei einem jährlichen Einkommen von 675.000 Mark.

## Villa Tiergartenstraße 4a
Die Architekten Cremer & Wolffenstein bauten für Richard und Oskar Pintsch 1893–1895 ein, im Zweiten Weltkrieg untergegangenes, dreigeschossiges Wohnhaus in Berlin, Tiergartenstraße 4 A auf dem Gelände des Landhauses Friedrich Becherer. Heute befindet sich an dieser Stelle der Bus-Parkplatz vor der Philharmonie Tiergartenstraße Ecke Herbert-von-Karajan-Straße. Das gleiche Architektenbüro errichtete 1906/1907 für die Julius Pintsch AG in Berlin ein neues Verwaltungsgebäude und erweiterte Fabrikationsanlagen auf dem Gelände Andreasstraße 71–73, sowie die Ferienvilla Marzenie für Bruder Julius Karl in Bad Flinsberg/Niederschlesien und die Ferienvilla Marienfels für Bruder Richard in Berchtesgaden/Bayern.

## Soziales Engagement
Das Mäzenatentum und soziale Engagement der Familie Pintsch bleibt bis heute eng verbunden mit den Namen des Ehepaares Oskar und Helene Pintsch und dem von ihnen geförderten, 1914 eingeweihten „Oskar-Helene-Heim für Heilung und Erziehung gebrechlicher Kinder“ in Berlin-Dahlem. Im Jahr 1909 brachte Oskar Pintsch einen Betrag von einer halben Million Mark in eine Stiftung „... zur Förderung der Krüppelfürsorge“ ein und wurde auf diesem Wege zum wichtigsten finanziellen Förderer des Krankenhauses.
Lange Jahre war Oskar Pintsch mit seiner Ehefrau Helene Feriengast in Wildbad Kreuth und stiftete 1903 das Gipfelkreuz auf dem Buchstein. Der DAV Sektion Tegernsee erinnerte daran mit einem Gedenkstein nebst kleiner Kupfertafel (saniert 1986) auf dem Weg von Bad Lack nach Siebenhütten.

## Grablege
Oskar Pintsch und seine Ehefrau Helene wurden in der Familiengrabstätte der Familie Pintsch bestattet. Die aufwendige Grabstätte hat die Form eines dorischen Tempels. Der Friedhof I. der evangelischen Georgen-Parochialgemeinde, ehemals Georgenfriedhof ist einer der Friedhöfe der Berliner Evangelischen Georgen-Parochialgemeinde und grenzt an den 1854 errichteten Neuen Marien-Nikolai-Friedhof, zu dem ein Durchgang möglich ist. Er befindet sich in der Greifswalder Straße 234/229 im Ortsteil Berlin Prenzlauer Berg, Bezirk Pankow. Der Friedhof wurde 1970 geschlossen aber seit 1991 sind wieder Bestattungen möglich. Eine geplante Umwidmung nicht mehr benötigter Flächen des Georgen-Parochial- und des benachbarten Neuen Marien-Nikolai-Friedhofs zu Bauland wurde nach Einsprüchen von Anliegern vorerst gestoppt.